# Roncesvalles Avenue
Roncesvalles Avenue est une avenue de Toronto, en Ontario, au Canada. Elle est orientée du nord au sud.
Sur toute sa longueur circule la ligne 504 King du tramway de Toronto.

## Histoire
La première mention de l'avenue Roncevaux dans les atlas de Toronto remonte à 1860. La chaussée a été construite pour relier la rue Queen à la rue Dundas, alors la route principale à l'ouest. King Street West a été prolongé jusqu'au pied de Roncevaux dans les années 1880. Le Queensway a été construit dans les années 1950, bien qu'une petite partie de la rue Queen à l'ouest de Roncevaux ait déjà été construite dans les années 1800.
La zone autour de la rue au moment de sa construction était principalement agricole avec des jardins maraîchers.